# Црвени поткрилац
Црвени поткрилац (лат. Catocala nupta) је мољац из породице Erebidae. Врсту је први описао Карл фон Лине у свом 12. издању Systema Naturae из 1767. године.
Ово је велика (распон крила 80мм) ноћна палеартичка (укључујући Европу) врста која је као и већина ноћних лептира, изнад и са затвореним крилима, шарено обојена како би се сакрила током дана. Лети у августу и септембру, слободно долази на светлост и на шећер.   

## Опис и карактеристике
Catocala nupta има предње крило бледо сиве боје, понекада са тамносивим тракастим изливом, а у неким случајевима и жучкастим нијансама. Црвена боја задњег крила је светлија, а црна средња трака развијенија, наставља се до унутрашње ивице. Линије предњег крила су црње и бледе области генерално развијеније. Подврста nuptialis Strg. са Тибета и Алтаја има предње крило блеђе, живахније обележено, субмаргиналну линију белу, ошто оивичену црном. Подврста obscurata Oberth. са Амурланда и острва Асколд има много црњу форму од просечних европских примерака, иако су примерци са неколико локалитета у Европи такође тамни. 

## Подврсте
- Catocala nupta nupta Европа
- Catocala nupta alticola Mell, 1942 (Кина, Јунан)
- Catocala nupta centralasiae Kusnezov, 1903
- Catocala nupta clara Osthelder, Osthelder, 1933 (Турска)
- Catocala nupta concubia Walker, 1858 (северни Хиндустан)
- Catocala nupta japonica Mell, 1936
- Catocala nupta kansuensis O. Bang-Haas, 1927 (Кина, Гансу)
- Catocala nupta japonica Mell, 1936
- Catocala nupta likiangensis Mell, 1936 (Кина, Јунан)
- Catocala nupta nozawae Matsumura, 1911 (Јапан)
- Catocala nupta nuptialis Staudinger, 1901 (Алтај)
- Catocala nupta obscurata Oberthür, 1880 (југоисточни Сибир)

## Биологија
Лети од средине јула до почетка октобра. Ноћу лети до извора светлости, али обично слете мало даље од светлости. Гусенице су сиве са црвенкастом нијансом, почињу да се хране у мају и завршавају у јуну. Одрасле јединке се хране нектаром, а ларве једу лишће врбе и тополе. Хибернацију проводе у стадијуму јајета. Ова врста као и друге врсте рода Catocala имају јарко обојена доња крила, у овом случају наранџаста, црвена или ружичаста. Нису видљиви у мировању, сакривени су тупим предњим крилима, која помажу врсти да избегне предаторе, попут птица, ако је узнемирена  током дана. Када црвени мољац полети, изненадни бљесак боје може збунити нападача, а када слети и одмах затвори крила може изгледати као да нестаје јер се боја ''искључује''. Сматра се да симетрични шарени наранџасти делови на задњим крилима чине илузију другог мањег створења (лептира), тако да ће нападач нападнути тај мали шарени задњи безбеди део тела ове врстe.

## Галерија
- Catocala nupta
- Catocala nupta
- Catocala nupta
- Catocala nupta
- Catocala nupta